# منطقة خوجآباد
مقاطعة خوجه آباد أو منطقة خوجآباد هي تقسيم إداري في ولاية أنديجان في أوزبكستان. مركزها مدينة خوجآباد.